# Chamberlain
Chamberlain je angleški priimek.

## Znani nosilci:
- Arthur Neville Chamberlain (1869 - 1940), britanski politik, premier
- Owen Chamberlain (1920 - 2006), ameriški fizik, nobelovec
- Richard Chamberlain (1934 - 2025), ameriški igralec